# اشلي ريكاردز
اشلي ريكاردز (بالإنجليزية: Ashley Rickards)‏ مواليد 4 مايو 1992 في ساراسوتا، فلوريدا، الولايات المتحدة، هي ممثلة ومخرجة أمريكية بدأت مسيرتها الفنية عام 2005.

## وصلات خارجية
- اشلي ريكاردز على موقع IMDb (الإنجليزية)
- اشلي ريكاردز على موقع ميتاكريتيك (الإنجليزية)
- اشلي ريكاردز على موقع روتن توميتوز (الإنجليزية)
- اشلي ريكاردز على موقع ألو سيني (الفرنسية)
- اشلي ريكاردز على موقع تيرنر كلاسيك موفيز (الإنجليزية)
- اشلي ريكاردز على موقع أول موفي (الإنجليزية)
- اشلي ريكاردز على موقع قاعدة بيانات الفيلم (الإنجليزية)
- اشلي ريكاردز على موقع كينوبويسك (الروسية)